# Barbara Steinman
Barbara Steinman (née à Montréal le 3 février 1950) est une artiste canadienne connue pour son travail en vidéo et en art d'installation.

## Biographie
Barbara Steinman commence sa carrière en tant qu'artiste vidéo à Vancouver à la fin des années 70 avant d'évoluer vers des installations vidéo et multimédia. De retour à Montréal en 1980, ses sculptures et installations vidéo reçoivent une reconnaissance internationale et sont présentées dans différentes expositions et biennales. Comme à Vancouver, Steinman s'implique dans la production vidéo et artistique alternative de Montréal en tant que codirectrice de Vidéo Véhicule, un centre de production d'arts médiatiques indépendants, et également directrice de la galerie La Centrale/Powerhouse,.
Un thème récurrent dans l'œuvre de Steinman est le sort des exclus et des dépossédés. Elle travaille dans plusieurs médias, y compris la vidéo, la photographie, le néon et l'installation.
Exposée tant au Canada qu'à l'international, elle se distingue également par des commandes d'art public à Vancouver (1998), la Maison du Canada à Berlin (2005) et l'ambassade du Canada à Moscou (2010).
Son travail fait partie des collections du Musée d'art contemporain de Montréal du Musée des beaux-arts du Canada, du Musée d'art de Joliette, du Musée national des beaux-arts du Québec et du Musée des beaux-arts de Montréal. Barbara Steinman a reçu le Prix du Gouverneur général en arts visuels et médiatiques (2002), un doctorat honorifique de l'Université Concordia à Montréal (2015) et le Prix Paul-Émile Borduas (2022).